# Sellent
Sellent (en valencien et en castillan) est une commune de la province de Valence, dans la Communauté valencienne, en Espagne. En valencien, on trouve également la dénomination de Sallent de Xàtiva. La commune est située dans la comarque de la Ribera Alta et dans la zone à prédominance linguistique valencienne. Sa population s'élevait à 371 habitants en 2013.

## Géographie

Localisation de Sellent
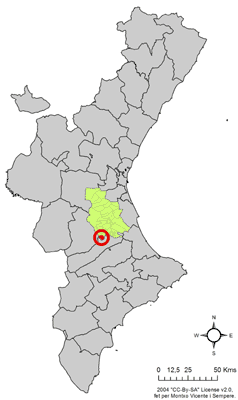
dans la Communauté valencienne.
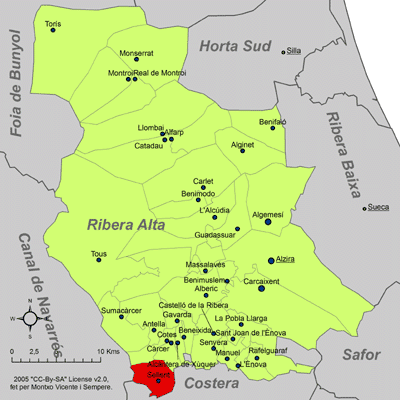
dans la comarque de la Ribera Alta.

### Localités limitrophes
Le territoire communal de Sellent est voisin de celui des communes suivantes :
Càrcer, Cotes, Llanera de Ranes, Rotglà i Corberà, Xàtiva, La Llosa de Ranes, Anna, Estubeny et Chella, toutes situées dans la province de Valence.

## Démographie
| 1950 | 1960 | 1990 | 1994 | 1996 | 1998 | 2000 | 2002 | 2004 | 2005 | 2006 |
| ---- | ---- | ---- | ---- | ---- | ---- | ---- | ---- | ---- | ---- | ---- |
| 583  | 603  | 510  | 483  | 496  | 479  | 471  | 455  | 468  | 484  | 442  |

## Administration
Liste des maires, depuis les premières élections démocratiques.
| Législature | Nom du Maire          | Parti politique                                 |
| ----------- | --------------------- | ----------------------------------------------- |
| 1979-1983   | Joaquín Llácer LLácer | AIS (Agrupación Independiente Sellent)          |
| 1983-1987   | Joaquín Llácer LLácer | AIS (Agrupación Independiente Sellent)          |
| 1987-1991   | Joaquín Llácer LLácer | AIS (Agrupación Independiente Sellent)PSPV-PSOE |
| 1991-1995   | Joaquín Llácer LLácer | PSPV-PSOE                                       |
| 1995-1999   | Jorge Penalba Sancho  | UV                                              |
| 1999-2003   | Jorge Penalba Sancho  | PP                                              |
| 2003-2007   | Jorge Penalba Sancho  | PP                                              |
| 2007-2011   | Jorge Penalba Sancho  | PP                                              |

### Sources
- (es) Cet article est partiellement ou en totalité issu de l’article de Wikipédia en espagnol intitulé « Sellent » (voir la liste des auteurs).